# Santa Sofia d’Epiro
Santa Sofia d’Epiro – miejscowość i gmina we Włoszech, w regionie Kalabria, w prowincji Cosenza.
Według danych na rok 2004 gminę zamieszkuje 3125 osób, 80,1 os./km².